# Thaumasius
Thaumasius é um gênero de aves apodiformes pertencente à família dos troquilídeos, que inclui os beija-flores. O gênero possui duas espécies reconhecidas, anteriormente classificadas dentro do gênero Leucippus, atualmente um táxon monotípico; se distribuem principalmente nas florestas equatorianas próximas à região andina do continente sul-americano em altitudes muito divergentes que estão entre 350 e 2800 metros acima do nível do mar. Ambas as espécies são encontradas no extremo-oeste de Equador, do qual uma das espécies é endêmica, e no caso do beija-flor-malhado, no Peru.
Embora não possuam uma área ampla de distribuição geográfica natural, ambas espécies representantes deste gênero são consideradas espécies "pouco preocupantes", devido à sua distribuição ocorrer dentro das áreas protegidas locais ou nacionais. Além disso, devido às temperaturas baixíssimas dos Andes, ameaças por perda de habitat devido ao aumento do desmatamento e agricultura não são possíveis na mesma intensidade do que as espécies distribuídas na região amazônica.

## Descrição
As duas espécies são extremamente similares visualmente, podendo, muitas vezes, ser confundidas entre si por observadores de aves iniciantes. Esses beija-flores possuem entre oito a 12 centímetros de comprimento, com o beija-flor-malhado sendo ligeiramente maior. Ambos os sexos são visualmente similares, com as fêmeas sendo geralmente mais pálidas em sua plumagem e um pouco maiores do que os machos, uma característica comum aos troquilíneos. Esses beija-flores possuem plumagem marrom-acinzentada ou bege com bico preto levemente curvado. Sua mandíbula pode ser cinza-marrom ou ainda amarela, com a ponta enegrecida. As partes superiores são verde-acinzentadas ou verde-bronzeadas com a coroa e coberteiras bronzeadas. As penas internas da cauda são verde-acinzentadas a verde-bronze que progridem acinzentadas nas áreas externas, também possuem uma faixa de bronze próximo ao final. Suas partes inferiores são cinzentas com manchas verdes douradas no queixo, garganta e flancos. As coberteiras infracaudais têm centros castanhos claros e bordas esbranquiçadas.

## Distribuição e habitat
Uma destas espécies, o beija-flor-malhado, se distribui exclusivamente pelo território peruano, apresentando um endemismo nesta região, embora alguns registos de aparições não-documentadas no Equador liderem a lista de razões do South American Classification Committee para considerá-la uma espécie hipotética na região. A outra espécie, conhecida pelo nome de beija-flor-de-tumbes, apresenta distribuição ao extremo-oeste sul-americano, em províncias mais ao norte peruano e ao extremo sudoeste equatoriano. Essa espécie é relatada nas províncias de El Oro e Loja ao departamento de Lambayeque. Esses beija-flores possuem habitats na cordilheira dos Andes e nas florestas decíduas encontradas nesta região.

## Sistemática e taxonomia
Esse gênero foi introduzido originalmente em 1879, pelo naturalista inglês Philip Lutley Sclater, inicialmente introduzido para a descrição do beija-flor-malhado (Thaumasius taczanowskii), que baseou a descrição em espécimes coletados em Guajungo, na cidade de Cajamarca, ao noroeste do Peru. Em 1901, seria descrita, dessa vez pelo ornitólogo francês Eugène Simon, o beija-flor-de-tumbes (Leucippus baeri), por meio de espécimes encontrados na localidade que nomeia este beija-flor. Posteriormente, a espécie Thaumasius taczanowskii seria movida para o gênero Leucippus, que incluía as espécies beija-flor-camurça (Leucippus fallax) e o beija-flor-de-tumbes. Entretanto, um estudo filogenético molecular publicado em 2014 descobriu que o gênero Leucippus era polifilético, decidindo reclassificar o beija-flor-malhado e o beija-flor-de-tumbes no ressurgido Thaumasius. Embora o International Ornithological Committee, a taxonomia de Clements e South American Classification Committee considerarem esta classificação, Handbook of the Birds of the World (HBW) da BirdLife International usa a classificação desatualizada. Ambas as espécies são monotípicas.

### Espécies[1][13]
- Thaumasius taczanowskii (Sclater, 1879), beija-flor-malhado – pode ser encontrado desde o norte do Peru, na encosta oeste dos Andes Ocidentais, no Vale de Marañon ao extremo-sul do Equador, em Zamora-Chinchipe
- Thaumasius baeri (Simon, 1901), beija-flor-de-tumbes – pode ser encontrado no litoral árido do extremo-sudoeste do Equador e nordeste adjacente do Peru